# Севи
Севи (на английски: Sewee) е северноамериканско индианско племе, което в началото на колониалния период живее около устието на река Сантии в Южна Каролина. Има косвени доказателства, че това племе е част от кусабо, но повечето учени ги считат за сиуезично племе, въпреки че няма никакви данни за езика им.
Племето севи са част от провинция Кофитачеко, посетена от Ернандо де Сото през 1540 г. и от Хуан Пардо през 1566 и 1567 г. Де Сото не споменава севи, но Хуан Пардо споменава тяхното основно село – Суя южно от устието на река Сантии. Според Пардо, селото Суя е част от голямото племе „гуеча“ (уоксо). Следващото споменаване на севи е от Джон Лоусън през 1701 г., когато той посещава селата им. Според Лоусън те са били голямо племе в миналото, но сега са почти унищожени от едра шарка и алкохолизъм. Точно преди Войната ямаси през 1715 г.има всичко на всичко 57 севи, живеещи в родината си в едно-единствено село. След войната оцелелите вероятно се присъединяват към катоба.